# Kirkman (Iowa)
Kirkman es una ciudad ubicada en el condado de Shelby en el estado estadounidense de Iowa. En el Censo de 2010 tenía una población de 64 habitantes y una densidad poblacional de 87,63 personas por km².

## Geografía
Kirkman se encuentra ubicada en las coordenadas 41°43′41″N 95°16′2″O / 41.72806, -95.26722. Según la Oficina del Censo de los Estados Unidos, Kirkman tiene una superficie total de 0.73 km², de la cual 0.73 km² corresponden a tierra firme y (0%) 0 km² es agua.

## Demografía
Según el censo de 2010, había 64 personas residiendo en Kirkman. La densidad de población era de 87,63 hab./km². De los 64 habitantes, Kirkman estaba compuesto por el 96.88% blancos, el 0% eran afroamericanos, el 0% eran amerindios, el 0% eran asiáticos, el 1.56% eran isleños del Pacífico, el 1.56% eran de otras razas y el 0% pertenecían a dos o más razas. Del total de la población el 3.13% eran hispanos o latinos de cualquier raza.